# Bidjigal

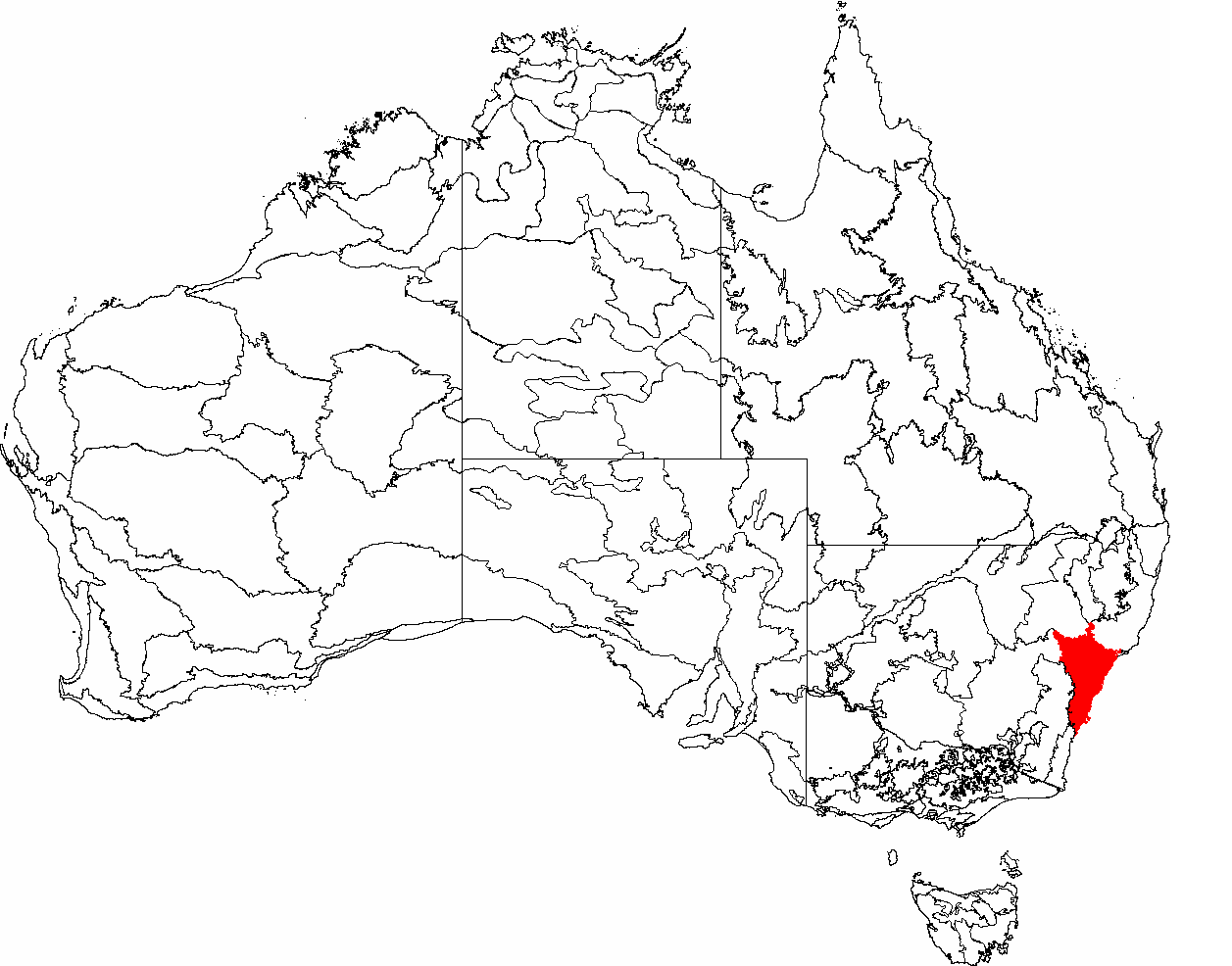
La carte de l'Australie, en rouge la localisation des Bidjigal.

Les Bidjigal ou Bediagal sont un clan aborigène d'Australie originaire de la région ouest de Sydney, en Nouvelle-Galles du Sud, en Australie. 
La localisation géographique exacte de leur implantation n'est pas connue avec précision, car ils semblent avoir été implantés dans le sud de Sydney, dans la région entre les rivières Cooks et Georges et pourtant ils semblent également avoir habité au nord-ouest de Sydney, dans ce qui est maintenant le comté des Hills.
D'autres disent que le peuple Bidjigal était implanté entre La Pérouse, Botany Bay et la région de l'Illawarra.
Le groupe linguistique auquel ils appartiennent est le Dharawal, qui allait de Sydney à Jervis Bay. 
Attenbrow (2002) traite de leur origine et de leur implantation possibles et conclut que la question est "quelque peu épineuse" tandis que Kohen (1993) suggère qu'il peut y avoir eu une certaine confusion entre deux groupes distincts : les Bidjigal vivant dans la région des collines Baulham et les Bediagal vivant à Botany Bay, dans la région de Salt Creek Pan. Si tel est le cas, alors cet article parle des Bidjigal vivant dans la région des collines Baulkham. 
Le Bidjigal sont parfois dit-on, un clan du peuple Dharuk et, parfois, un clan du peuple Eora, confusion qui pourrait résulter des explications données ci-dessus. Toutefois, il est également possible qu'ils aient été un peuple distinct avec leur langue propre. Leur nom signifie "habitant des plaines" en langue Dharuk. 
Le plus célèbre d'entre eux fut probablement Pemulwuy qui a dirigé avec succès des groupes aborigènes contre l'armée britannique avant d'être capturé, tué et finalement décapité. 
Le nom de Bidjigal se retrouve aujourd'hui dans le nom de la réserve Bidjigal dans le comté des Hills au nord-ouest de Sydney. Elle était connue sous le nom de parc Excelsior jusqu'en 2004. C'est le premier site d'occupation aborigène connu à Sydney. 